# کیچی یارغیلچاک (شهرستان جتی‌اغوز)
کیچی یارغیلچاک (به لاتین: Kichi Jargylchak) یک منطقهٔ مسکونی در قرقیزستان است که در شهرستان جتی‌اغوز واقع شده‌است. کیچی یارگیلچاک ۲٬۹۱۸ نفر جمعیت دارد و ۱٬۶۴۹ متر بالاتر از سطح دریا واقع شده‌است.